# リングス
リングスは、日本の総合格闘技団体。正式名称はファイティング・ネットワーク・リングス。第2次UWFと袂を分かった前田日明によって設立され、大会ごとにプロレスから総合格闘技へと接近して行き、審議委員制度やランキング制度を導入するなどスポーツ性も重視していた。キャッチコピーは「世界最強の男はリングスが決める」。

## 歴史

### 設立までの経緯
1988年に活動再開した第2次UWFは当時のプロレスとしては画期的な格闘技路線を打ち出して高い評価と支持を得ていた。1990年に経営方式を巡って前田日明や所属選手とフロントが対立するようになり、前田は造反のペナルティで出場停止処分を受けたことを契機に新たなプロレス団体の設立を模索し始めた。最終的に会社は所属選手全員の解雇を決定して興行の活動停止。
1991年1月、前田は主力選手を集めて新たなプロレス団体を設立することによる再始動を呼びかけたが、安生洋二、宮戸優光など一部の選手から賛同を得られなかった。選手全員の結束を条件としていた前田の思惑は崩れてUWFは解散。その後、選手は前田を残して早々に新たなプロレス団体の設立に動いてプロフェッショナルレスリング藤原組とUWFインターナショナルの2派に分裂した。

### 旗揚げ
当時、開局間近であった衛星放送有料テレビ局WOWOWはコンテンツの目玉としてUWFと契約する予定でいたが、UWFの解散により契約は宙に浮いていた。そこでネームバリューのある前田をバックアップすることになり、意気消沈していた前田は本来の受け皿となるはずであった新たな格闘技団体をリングスと名付け、所属選手は自身1人のみの状態で設立。リングスはWOWOWと放映契約を締結したことで他派と比べて潤沢な資金での運用が可能となった。次いで新日本プロレスと契約寸前であったUWF時代の盟友であるクリス・ドールマンを説き伏せて外国人選手参加の陣容を整えた。
1991年3月14日、赤坂プリンスホテルでリングスを設立することを発表。4月12日、後楽園ホールのエキジビジョンで前田は、リングスはプロレスではなく純粋な格闘技だ、と宣言したとノンフィクション作家の柳澤健はとらえた。しかし、柳澤はリングスは純粋な格闘技ではないとしている。5月11日、横浜アリーナで旗揚げ戦を開催。柳澤によると、クリス・ドールマンは「試合の結末は決められていた」と証言している。
設立にあたり前田は「格闘技ネットワーク構想」を打ち立てた。格闘技の盛んな主要各国に道場を設立し選手を育成して日本で戦わせてノウハウを吸収させ、加盟各国で自主興行を展開させる独立採算方式を確立させた。1991年に設立したリングス・オランダを皮切りに活動停止まで加盟は10ヶ国に上った。当初の加盟国はオランダのみで日本マット界に馴染みの深い北米の選手を招聘しようにもコストや契約面のハードルが高いため他の方法を模索していた。以前、新日本プロレスがペレストロイカ後のソビエト連邦からショータ・チョチョシビリを招聘していた事がヒントになり、前田も「その手があったのか」と構想していて東ヨーロッパ各国との提携に繋がったと述べている。
ネットワーク構築により外国人選手の招聘に困ることはなかったがエースであった前田以外の日本人選手は慢性的に不足していた。この窮地を救ったのが正道会館との業務提携である。業務提携していた1991年から1993年まで佐竹雅昭を筆頭に正道会館勢がリングスマットで活躍。この業務提携は第2次UWFからリングスまでの間に築き上げた興行ノウハウを正道会館が吸収する結果となり後に正道会館が母体となって立ち上げたK-1が誕生する一因ともなっている。
柳澤によると、1991年12月7日、有明コロシアム大会で真剣勝負が行われる。木村浩一郎（サブミッションアーツレスリング）対グロム・ザザ（リングス・グルジア）だった。リングスマッチメーカーの治郎丸明穂が試合の30分前に木村に真剣勝負をやるよう促した。木村は真剣勝負を仕掛けるが首関節技クォーターネルソン（公式発表は「肩固め」、『格闘技通信』誌はフェイスロックだったのではないか、としている）で敗れる。試合後、木村は前田に尋常ではない怒りで説教される。リングス初の真剣勝負は前田の与り知らぬところで行われた。同日は正道会館勢の初参戦の日でもあったが角田信朗（正道会館）対ヘルマン・レンティング（リングス・オランダ）、佐竹雅昭（正道会館）対ハンス・ナイマン（オランダ）も真剣勝負で行われた。1992年1月、東京ベイNKホール大会での角田信朗対ロブ・カーマン（オランダ）、佐竹雅昭対ジェラルド・ゴルドー（オランダ）、木村浩一郎対長井満也（リングス・ジャパン）が真剣勝負で行われた。リングスは一部に真剣勝負が含まれるようになった。前田などは結末の決まったプロレス（フィックスト・マッチ）をやり続けた。リングスでマッチメーカーをしていた若林太郎は、リングスは選手によって勝ち負けの数、ペースが決められた、としている。例えばレンティングなら2勝2敗のペース。クリス・ドールマンなら5勝1敗のペースだった。正道会館総帥の石井和義は、角田と佐竹は真剣勝負とフィックスト・マッチ、両方やっていたとしている。平直行は自身で自分の試合はすべて真剣勝負だったと証言している。
柳澤によると、やがて、リングスは正道会館との契約を打ち切り、真剣勝負ばかりの団体に変えようとしていた若林太郎と治郎丸明穂はリングスを去った。以後、真剣勝負の試合は急速に減っていくことになった。
リングスを辞めた社員で格闘技関係のブッカーや他団体、競技の運営者として活躍している人物としては川崎浩市、若林太郎、上原譲、内田統子、治郎丸明穂などがいる。
こうした取り組みは年月を重ねるにつれて実を結び、日本人選手はヒクソン・グレイシーとの対戦が語り草となる山本宜久、「世界のTK」の異名を手にする高阪剛などの生え抜き世代に加え、田村潔司や金原弘光などが移籍した事で前田に続く次期エース候補が揃い、外国人選手は主にオランダとロシアを中心にヴォルク・ハン、ディック・フライ、ハンス・ナイマン、アンドレイ・コピィロフなどが活躍。若手時代のエメリヤーエンコ・ヒョードルもリングス・ロシアで育成指導を受け、プロ格闘家としてのキャリアをスタートさせるなど、リングスの存在は当時の格闘技界のみならず、後の総合格闘技にも多大な影響を与える事になった。
団体のビッグタイトルは1992年から1998年まで、年を跨いで開催される「メガバトルトーナメント」が恒例となっていたが、1997年に「トーナメント21」と称した軽量級ベルトが設立され、トーナメント戦を優勝した成瀬昌由が初代王者に君臨。1997年から1998年にかけて開催された「WORLE MEGA-BATTLE TOURNAMENT 1997」では、優勝者を「リングス無差別級王座」に認定するものとし、準決勝で日本人所属選手として初めて前田超えを達成した田村がトーナメントを制して初代王者となるなど、階級ごとの王座ベルトも次々に創られた。

### 前田日明の引退 - KOKルール導入 - 活動停止
1999年2月21日、エースの前田が引退。この頃から新興の競合団体『PRIDE』に押され人気が停滞する。同年、総合格闘技色を強めた「リングスKOKルール」を導入し対抗するも、リングス無差別級王者で専属契約中であったギルバート・アイブルをはじめ国内外の選手とスタッフが『PRIDE』へ引き抜かれて離脱。2002年、WOWOWがアメリカのUFCと新規に契約してリングス中継を終了し、リングスも活動停止。
以上の経緯で日本国内では活動停止したリングスであるが、海外ではリトアニアなどリングス・ネットワークの手により大会は継続されており、日本国内でもリングス出身スタッフが運営する「KOKルール」を採用したZSTが開催されるなどリングスの系譜は受け継がれている。

### 復活 - THE OUTSIDER
リングス活動停止後に前田はHERO'Sスーパーバイザーを務めたが、HERO'S活動終了後にリングス復活へ向けて動き出した。
2008年3月30日、ディファ有明でリングス主催のアマチュア大会「THE OUTSIDER」の旗揚げ戦を開催。
2010年4月3日、THE OUTSIDERディファ有明大会で前田は10月11日の横浜文化体育館で復活興行を開催すると発表。THE OUTSIDERとZST在日米軍の対抗戦として開催した興行は正式な復活大会とはならなかったが、リングスの復活への足がかりになった。
2011年6月20日、前田が記者会見でリングスを再始動すると発表。新生リングスにはTHE OUTSIDER出身プロ及びZST選手を中心に他団体やフリーにも参戦を呼びかける一方、THE OUTSIDERはリングスのアマチュア部門として継続する。
リングスの再始動に先立ち2012年1月22日に選抜大会「バトルジェネシス」も復活させることも発表。さらに2011年11月23日のZSTで新リングスルールが採用される。再始動を目前に控えてリングスと同時期に活動停止した日本コマンドサンボ連盟の復活も発表。

### 再始動
2012年3月9日、後楽園ホールで再始動興行を開催。12月16日、横浜文化体育館でヴォルク・ハンの引退試合が行なわれた。

## ルール
初期から前田日明が引退するまでリングスでは前身である第2次UWFルールを主に踏襲していた。グローブなし、ロープエスケープあり、顔面パンチ禁止（掌底はOK）、グラウンドでの打撃は禁止。1エスケープで1ロストポイント、3ロストポイントで1ダウン。5ダウン、15ロストポイント、タップアウト、ダウン後10カウントで敗北。そして時代の変遷にともない以下のポイントルールに厳格化していった。
- 3ロストポイント→2ロストポイント→1ロストポイントで1ダウン。
- 15ロストポイント→10ロストポイント→5ロストポイント→3ロストポイントで敗北。
- 5ダウン→3ダウンで敗北。

その後UFCの登場により、バーリトゥードが話題を集めていった。前田はバーリトゥードには否定的であったが修斗、パンクラス、PRIDEなどが追随する中でリングスも対応を迫られ、1999年にはオープンフィンガーグローブを使用しつつもバーリトゥードから危険な要素を省いた「KOKルール」と呼ばれる1990年代初期の修斗（シューティング）ルールに酷似したルールが採用された。

### 再始動後
2012年、再旗揚げでは新リングスルールが採用されてパウンドが可となった。一方で、前田は「総合を見ていて選手たちのダメージが大きかったり壊れ方が早いのが気に掛かる。総合のルールはまだまだ問題があるし、大会主催者は選手の引退後の生活を奪わないよう配慮しないといけない」とコメントし、踏みつけやサッカーボールキックは禁止とした。「総合を時代のあだ花にしたくない。スポーツの1つのジャンルとして定着させたい。バイオレンスではなく選手のスピリットや技能を見せるものとしてやっていく」と話した。

## 階級、王座
| 階級           | 重量区分 | 歴代 | 王者                         |
| -------------- | -------- | ---- | ---------------------------- |
| ヘビー級       | 93kg以上 | 初代 | エメリヤーエンコ・ヒョードル |
| ライトヘビー級 | 93kg以下 |      |                              |
| ミドル級       | 84kg以下 | 初代 | ヒカルド・アローナ           |
| ウェルター級   | 77kg以下 |      |                              |
| ライト級       | 70kg以下 |      |                              |
| フェザー級     | 66kg以下 |      |                              |
| バンタム級     | 61kg以下 |      |                              |

## 第1次所属選手

### リングス・ジャパン
- 前田日明（1991年5月 - 1999年2月）
- 長井満也（1991年8月 - 1998年3月）
- 成瀬昌由（1992年8月 - 2001年5月）
- 山本宜久（1992年8月 - 2001年5月）
- 武南幸宏（1992年 - 1993年）
- 高阪剛（1994年8月 - 2001年）
- 坂田亘（1994年11月 - 2001年6月）
- 田村潔司（1996年6月 - 2001年4月）
- 金原弘光（1998年3月 - 2002年2月）
- 山本健一（後の山本喧一）（1998年3月 - 1999年1月）
- 滑川康仁（1998年6月 - 2002年2月）
- 横井宏考（2001年8月 - 2002年2月）
- 伊藤博之（2001年9月 - 2002年2月）

設立当初、選手団体としてのリングス・ジャパンに所属していたのは前田とUWFインターナショナルから移籍した練習生の長井の2人だけであった。1992年、成瀬、山本（宜）、武南がデビュー。1994年、高阪、坂田がデビュー。1996年、田村がUインターから移籍。1998年、元Uインターの金原、山本（健）が入団。同年滑川がデビュー。所属選手は神奈川県横浜市に構えられた前田道場で練習に励み徐々に陣容を整えていった。既に選手としての盛りを過ぎていた前田に代わり後継者として期待された生え抜き選手の山本（宜）は伸び悩み移籍組の田村が日本人エースとして重責を担った。さらに田村が離脱した末期は金原が「リングス最後のエース」と呼ばれ孤軍奮闘。

### リングス・オランダ
- クリス・ドールマン
- ハンス・ナイマン
- ディック・フライ
- ヘルマン・レンティング
- ヴァレンタイン・オーフレイム
- アリスター・オーフレイム
- ギルバート・アイブル
- ウィリー・ピータース
- ヨープ・カステル
- ボブ・シュクライバー
- ヤン・ロムルダー
- ピーター・ウラ
- バート・コップスJr.
- ウィリー・ウィルヘルム
- サンドラ・トンハウザー
- ピーター・ダイクマン
- エリック・エデレンボス
- ピーター・スミット
- トム・フォン・マウリック
- ルディ・イウォルド
- デニス・ラーフェン
- サンドラ・マック・キリアン
- フレッド・オーストロン
- リカルド・フィエート
- ロブ・ファン・エスダンク
- レネ・ローゼ
- ハンク・ニューマン
- マルセル・ハールマンス
- ケネス・フェルター
- カルロス・ダイエック
- ダビット・レビキ
- ヨープ・ファンダム
- レネ・フォン・デ・ザンデン
- サンドラ・テルゲン
- トーマス・ルーロス
- デイブ・フォン・デ・フェーン
- ポール・カフーン

特別招聘選手
- ロブ・カーマン
- ピーター・アーツ
- ジェラルド・ゴルドー
- アンドレ・マナート

### リングス・ロシア
- ヴォルク・ハン
- アンドレイ・コピィロフ
- ニコライ・ズーエフ
- イリューヒン・ミーシャ
- エメリヤーエンコ・ヒョードル
- バロージャ・クレメンチェフ
- セルゲイ・ハリトーノフ
- ヴォルク・アターエフ
- ラバザノフ・アフメッド
- コーチキン・ユーリ
- ユーリ・ベキシェフ
- ウラジミール・クラブチュック
- セルゲイ・スーセロフ
- レフ・バルカーラ
- ナニエフ・オレッグ
- オルロフ・パベル
- ゲナジー・ギガント
- バシーリ・シュバイア
- カルミコフ・イゴール
- アリョール・ベーコフ

特別招聘選手
- アレクサンドル・ヒョードロフ
- アレキサンダー・カレリン

### リングス・グルジア
- ビターゼ・タリエル
- ビターゼ・アミラン
- グロム・ザザ
- グロム・コバ
- ブザリアシビリ・ラマジ
- シュトルム・コバ
- ゴキテゼ・バクーリ
- ツハダゼ・ザオール
- ゲオルギー・カンダラッキー
- テッド・チェンギス
- シーラ・フビチャ
- ティグル・レバニ
- アンドレイ・トゥルマニーゼ
- サルサニア・ズーラブ
- ガルダバ・ゲオルギ

特別招聘選手
- ハハレイシヴィリ・ダヴィド

### リングス・ブルガリア
- ディミータ・ペトコフ
- トドール・トドロフ
- ソテル・ゴチェフ
- ボリス・ジュリアスコフ
- ミハイル・シーモフ
- エミール・クラステフ
- シヴィレン・ルーシノフ
- ツベタン・パブロフ
- キリル・バルブトフ
- アルベン・ベリンスキー
- ステバノフ・ペトロフ
- クラッセン・クラステフ
- ゲオルギー・ツベトフ

### リングス・オーストラリア
- クリストファー・ヘイズマン
- ダニエル・ヒギンズ
- ケリー・ジェイコブ
- サム・ネスト

### リングス・USA
- ジェレミー・ホーン
- デイブ・メネー
- ブラッド・コーラー

### リングス・イギリス
- リー・ハスデル

### リングス・ブラジル
- レナート・ババル
- カステロ・ブランコ

### リングス・リトアニア
- エギリウス・ヴァラビーチェス

### その他
USA
- ウィリー・ウィリアムス
- モーリス・スミス
- フランク・シャムロック
- ランディ・クートゥア
- ダン・ヘンダーソン
- ボビー・ホフマン
- トラビス・フルトン
- マット・ヒューズ
- トム・サワー
- エイドリアン・セラーノ
- ジョシュ・ホール

フィンランド
- トニー・ホーム

ブラジル
- ヘンゾ・グレイシー
- アントニオ・ホドリゴ・ノゲイラ
- ヒカルド・モラエス
- ホベルト・トラヴェン
- グスタボ・シム
- アレッシャンドリ・カカレコ

## 第2次参戦選手
バンタム級
- 藤原敬典（スピニングガレージ）

フェザー級
- 宮田和幸（BRAVE）
- 清水俊裕（宇留野道場）

ライト級
- 小谷直之（ロデオスタイル）
- 上山龍紀（U-SPIRIT JAPAN町田）

ウェルター級
- 小比類巻貴之（小比類巻道場）
- ベン・アボット（リングス・UK）

ミドル級
- 大山峻護（フリー）

ライトヘビー級
- クリストファー・ヘイズマン（リングス・オーストラリア）

## スタッフ

### レフェリー
- 北沢幹之（フリー）
- 和田良覚（フリー）
- 島田裕二（フリー）
- 塩崎啓二（フリー）
- 平直行（ストライプル）
- 森泰樹（スポーツクラブ・コナン）

### リングアナウンサー
- 古田信幸（ケンユウオフィス）

### メディカルアドバイザー
- 野呂田秀夫（格闘メディカル協会、メディカル・クロッシング・トータル・オフィス兼任所属）

### 審議委員
- 堀米奉文（日本コマンドサンボ協会）
- 西良典（和術慧舟會）
- 藤原敏男（藤原スポーツジム）
- 田中正悟（エディタウンゼントジム）
- 太田章（フリー）
- クリス・ドールマン（リングス・オランダ）
- ウラジミール・パコージン（リングス・ロシア）
- アルティミシュビリ・ノダリ（リングス・グルジア）
- ニコラ・ザハリエフ（リングス・ブルガリア）
- モンテ・コックス（フリー）

### 公式記録員
- 田代徳一（蒼天塾）

## 第2次大会一覧
| 大会名                                                    | 日付           | 会場           | 開催地         |
| --------------------------------------------------------- | -------------- | -------------- | -------------- |
| RINGS/THE OUTSIDER 合同大会〜ヴォルク・ハン引退記念興行〜 | 2012年12月16日 | 横浜文化体育館 | 神奈川県横浜市 |
| RINGS VOL.2〜CONQUISITO 探索〜                            | 2012年9月23日  | 後楽園ホール   | 東京都文京区   |
| RINGS VOL.1〜REINCARNATION 再臨〜                         | 2012年3月9日   | 後楽園ホール   | 東京都文京区   |

## 備考
アメリカのチーム・クエストに所属するランディ・クートゥア、ダン・ヘンダーソン、ブラジルのブラジリアン・トップチームに所属するアントニオ・ホドリゴ・ノゲイラ、ヒカルド・アローナ、オランダのドージョー・チャクリキに在籍したピーター・アーツらの初来日はリングスである。またリングス・ロシアやリングス・オランダなどしっかりとした組織があり海外でも大会を開いている。海外ではすでに活躍していたが日本ではまだ無名であった彼らを招聘して日本での活躍の活路を開いた。「世界最強はRINGSが決める」のキャッチコピー通りエメリヤーエンコ・ヒョードルは誰もが認める世界最強の男になった。
K-1を主催するFEGが開催していたHERO'Sは当初、ビッグマウスとの協賛で行なわれており当時、ビッグマウス・ラウドスーパーバイザーであった前田日明もHERO'Sスーパーバイザーに就任。FEGが複数契約したヒース・ヒーリングがリングス・USA、ラモン・デッカーがリングス・オランダ、キム・ミンスがリングス・コリア、アラン・カラエフがリングス・ロシア、イアン・シャファーがリングス・オーストラリアの所属を名乗っている。